# Fext
Fext (též fekst či fest, asi z německého fest, pevný, podle nezranitelnosti) je lidové označení pro člověka, jehož ostatky se po smrti nerozložily, jen seschly a setrvávaly v neporušené podobě. Lidová slovesnost často fextům připisovala nadpřirozené schopnosti, kterými měli disponovat již za svého života, zpravidla to byla nezranitelnost. Pověsti o fextech pocházely obvykle z Rychnovska a okolí. Na Vambersku se označení používá i v přeneseném smyslu pro osoby, kterým se rychle hojí rány, snadno překonávají nemoci, dožívají se vysokého věku, tedy jako synonymum pro běžnější označení nezmar.

## Vznik
Pověsti vysvětlují vznik fexta různě. Podle výpovědí paní Luňáčkové a Fr. Malátka z Velké Skrovnice přišel fext na svět ve dvojím obalu. Jeden byl po narození spálen, druhý sbalen do klubíčka a zašit novorozeněti pod paži. Z dítěte vyrostl nezranitelný silák nadliské postavy, který se dožil dvojnásobného věku a ani po smrti se jeho kostra nerozpadla. Také se ale říkalo, že nezranitelnosti bylo dosaženo nějakým kouzlem nebo upsáním duše ďáblovi.
Zajímavé je, že pověsti o fextech znají v Evropě jen Češi (+ Slováci), Němci a Švédové. Může to souviset se vznikem tohoto mýtu v dobách třicetileté války (kdy se Švédové v centrální Evropě potulovali). Pověsti z té doby hovoří o velice důležitém atributu fextů – obracejí vystřelené kule, buď stranou (viz Ivan Olbracht – Nikola Šuhaj loupežník, kde šlo údajně o přeměnu působením čarodějnice), nebo naopak proti tomu, kdo kuli na fexta vystřelí. Jedna z pověstí tvrdí, že fext tímto způsobem trpí za nějakou hroznou vinu, nejčastěji za zabití dosud nepokřtěného dítěte. Proto nemůže zemřít, i kdyby chtěl, a je odsouzen potulovat se mezi lidmi, dokud se nevykoupí dobrým skutkem s využitím své nezranitelnosti - např. záchranou nevinných lidí před tlupou zdivočelých vojáků, kteří zahynou právě díky střelbě na fexta. Proto má fext v dobách míru jen malou naději na vysvobození. Takto vykoupený fext ještě potřebuje zemřít, a to zastřelením, přičemž nesmí být použita kulka, ale něco, čím se obvykle nestřílí (knoflík, pecka, střípek skla apod.). Pak se údajně změní v prach, který vítr okamžitě rozfouká.
Na konci třicetileté války a krátce po ní bylo zejména v Německu kronikáři zaznamenáno několik případů, kdy na sebe někteří odvážlivci nechali úmyslně střílet, aby se přesvědčili, že jsou skutečně fexti. Většina zaznamenaných případů ale skončila negativním výsledkem – smrtí odvážlivce.
Absence rozkladu ostatků byla v první polovině 20. století vysvětlována několika způsoby. Jednak vysycháním nebo zmýdlovatěním, kdy se tuk chemicky mění na hmotu podobnou mýdlu, nebo obsahem půdních látek, které brání zetlívání, případně vlivem léků, které zemřelý užíval.

## Nadpřirozené schopnosti
Podle pověstí byli fextové díky své pevné kůži nezranitelní a poznali se podle toho, že kůže ani po smrti nezetlela. V některých pověstech byli schopni pohybu i po smrti, zpravidla pokud někdo odcizil část jejich ostatků, které chránili.
Německá verze pověsti hovoří navíc o schopnosti fexta odklánět kule, vystřelené na něho, často přímo proti střelci (německá pověst: kugelfest).

## Příklady

### Chrám svatého Prokopa ve Vamberku
Hrobka ve farním chrámu byla označována jako podzemní město mrtvých. Většina rakví byla otevřena, mnoho mrtvol zůstalo zachováno a stejně tak zůstal patrný i výraz v jejich tvářích. Pozornost přitahoval fekst, který byl po léta opřen o jeden z pilířů hrobky. Nakonec ho uložili do dubové rakve, aby došel pokoje.
| „          | Když se [fekst] pozdvihl, kosti v něm harašily. | “ |
| — Fr. Král |                                                 |   |

### Doberský fekst
V Dobrém v Orlických horách vykopali na hřbitově feksta a po léta ho měli vystaveného v chrámu, dokud na místo nenastoupil nový farář, který nařídil opětovné pohřbení. Jednalo se prý o bývalého rychtáře vsi Osečnice, o kterém se vyprávěl příběh časově spadající do doby třicetileté války. Byl tehdy pracovně mimo ves, když ji přepadli Švédové a odvlekli veškerý dobytek pryč. Když se rychtář po návratu dozvěděl, co se stalo, vypravil se Švédy pronásledovat. Přiblížil se k nim, z dálky vystřelil a lidem, kteří ho doprovázeli, nakázal, aby běželi a křičeli. Švédové se ulekli, že stojí proti přesile, utekli a vesničané si odvedli svůj dobytek. Rychtáři ale bylo jasné, že akce nezůstane bez odezvy, a tak vesničany poslal do bezpečí a prázdnou osadu hlídal sám. Když do Osečnice dorazil švédský důstojník a po rychtáři vystřelil, ten pouze vyndal kulku z prsou, hodil zpět po Švédovi a poté ho sám zastřelil. Osečnický rychtář žil ještě dlouhá léta, nakonec byl pochován na místním hřbitově. Když po řadě let chtěli pochovat jeho syna, našli v zetlelé rakvi zachovalé tělo se seschlou kůží, feksta.
| „                            | Po smrti také jeho tělo neshnilo, ale jen seschlo, v pevné, vyschlé kůži harašily kosti. | “ |
| — Adolf Wenig, České pověsti |                                                                                          |   |

### Sudslavský fekst
V těžkých dobách si jistý hrnčíř přivydělával prodejem kostí z odkryté krypty sudslavského hřbitova. Nevědomky jednou uložil do rance i žebro z feksta. Vyšel ze hřbitova, a když se ohlédl, spatřil, že se za ním šine postava obra kostlivce, který šel za lupičem svého žebra. Útěk nepomohl, fekst lupiče stále pronásledoval a zřejmě by mu nepomohlo, ani že odhodil vak s kostmi, kdyby v tu chvíli v Malé Skrovnici nezakokrhal kohout. Vtom pronásledovatel zmizel.

### Kolvínský fekst
Do Kolvína přišel myslivecký facír, který nikde nemohl najít zaměstnání. Sedlák z Kolvína ho vzal do služby, ale facír si víc hleděl pytlačení než práce na poli. Potom s ním chodil pytlačit už i hospodář a další lidé. Facír byl fekstem, takže mu žádný výstřel z pušky neublížil. Do Kolvína přišel mladý myslivec, který pytláky usilovně pronásledoval. Jednoho dne feksta postřelil, ale ten si vyndal broky z těla, počítal je na dlani a volal na myslivce: „Já si ty broky dobře spočítal, ale ty až je dostaneš ode mne, nespočítáš je do smrti.“ Myslivec se pohrůžky tak vylekal, že ze služby utekl. Později pytláky pochytalo vojsko a facír měl být oběšen, ale kat s ním nemohl nic svést. Až když facíra prohlédl, našel na jeho nahém těle tajemnou šňůru, kterou přeřízl a poté již facíra bez potíží oběsil.